# Sogny-aux-Moulins
Sogny-aux-Moulins est une commune française située dans le département de la Marne, en région Grand Est.

## Géographie

### Localisation
Sogny-aux-Moulins se trouve au centre/sud-est du département de la Marne, en région Grand Est. La commune appartient à la région agricole de la vallée de la Marne.
La commune de Sogny-aux-Moulins s'étend sur une superficie de 669 hectares. Au nord-est du territoire communal, le village de Sogny-aux-Moulins est situé sur la rive gauche de la Marne. L'altitude varie de 82 à 138 mètres, au sud-ouest de la commune. 
Par la route, Sogny-aux-Moulins se situe à 7 km de Châlons-en-Champagne, préfecture de la Marne, à 31 km de Vitry-le-François, et à 6 km de Saint-Germain-la-Ville, siège de la communauté de communes de la Moivre à la Coole dont Sogny-aux-Moulins fait partie. La commune fait en outre partie du bassin de vie de Châlons-en-Champagne.
Sogny-aux-Moulins est limitrophe de 5 communes :
|                 | Sarry             |                  |
| Écury-sur-Coole | Sogny-aux-Moulins | Moncetz-Longevas |
|                 | Mairy-sur-Marne   | Chepy            |

### Hydrographie
La commune est dans la région hydrographique « la Seine de sa source au confluent de l'Oise (exclu) » au sein du bassin Seine-Normandie. Elle est drainée par la Marne,.
La Marne prend sa source sur le plateau de Langres, dans la commune de Saints-Geosmes (Haute-Marne) et se jette dans la Seine entre Charenton-le-Pont et Alfortville (Val-de-Marne) dans le quartier de Conflans-l'Archevêque. Les caractéristiques hydrologiques de la Marne sont données par la station hydrologique située sur la commune. Le débit moyen mensuel est de 73,5 m3/s. Le débit moyen journalier maximum est de 453 m3/s, atteint lors de la crue du 27 janvier 2018. Le débit instantané maximal est quant à lui de 456 m3/s, atteint le même jour.
Deux plans d'eau complètent le réseau hydrographique : la gravière 1 de la commune de Sogny-aux-Moulins (1,8 ha) et les Grêves, d'une superficie totale de 7 ha (7 ha sur la commune),.

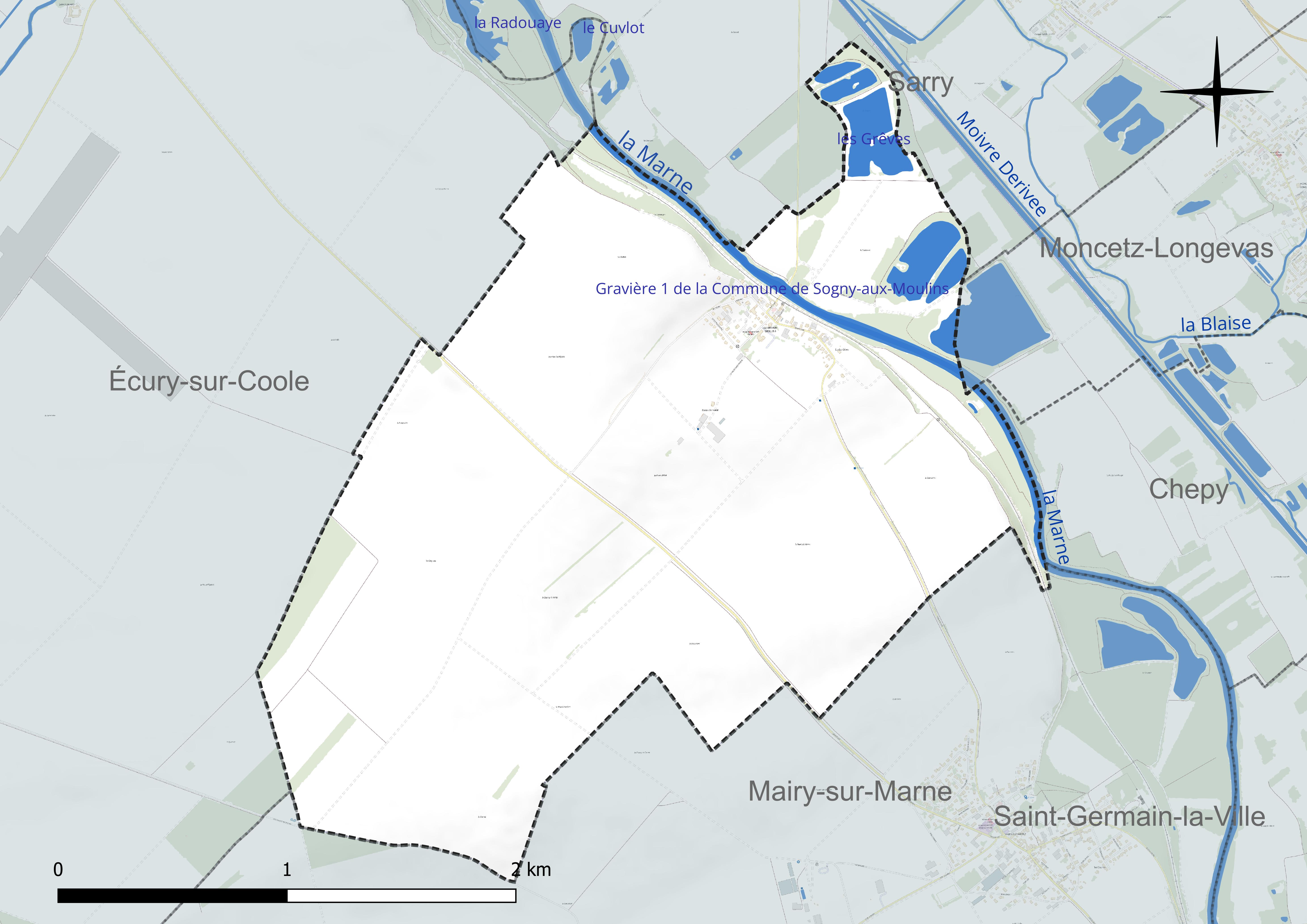
Réseau hydrographique de Sogny-aux-Moulins.

### Climat
Pour des articles plus généraux, voir Climat du Grand Est et Climat de la Marne.
En 2010, le climat de la commune est de type climat océanique dégradé des plaines du Centre et du Nord, selon une étude du Centre national de la recherche scientifique s'appuyant sur une série de données couvrant la période 1971-2000. En 2020, Météo-France publie une typologie des climats de la France métropolitaine dans laquelle la commune est exposée à un climat océanique altéré et est dans la région climatique  Nord-est du bassin Parisien, caractérisée par un ensoleillement médiocre, une pluviométrie moyenne régulièrement répartie au cours de l’année et un hiver froid (3 °C). 
Pour la période 1971-2000, la température annuelle moyenne est de 10,4 °C, avec une amplitude thermique annuelle de 15,9 °C. Le cumul annuel moyen de précipitations est de 681 mm, avec 11,3 jours de précipitations en janvier et 8,2 jours en juillet. Pour la période 1991-2020, la température moyenne annuelle observée sur la station météorologique de Météo-France la plus proche, « Fagnières-Inra », sur la commune de Fagnières à 9 km à vol d'oiseau, est de 11,2 °C et le cumul annuel moyen de précipitations est de 632,3 mm. 
La température maximale relevée sur cette station est de 41,8 °C, atteinte le 25 juillet 2019 ; la température minimale est de −21 °C, atteinte le 6 janvier 1985,,. 
Les paramètres climatiques de la commune ont été estimés pour le milieu du siècle (2041-2070) selon différents scénarios d'émission de gaz à effet de serre à partir des nouvelles projections climatiques de référence DRIAS-2020. Ils sont consultables sur un site dédié publié par Météo-France en novembre 2022.

### Milieux naturels et biodiversité
L'Inventaire national du patrimoine naturel (INPN) recense 458 espèces sur le territoire de la commune, dont 56 espèces protégées et 37 espèces menacées.
Le nord-est de la commune (à l'est de la voie ferrée) fait partie de la zone naturelle d'intérêt écologique, faunistique et floristique (ZNIEFF) de type II de la « vallée de la Marne de Vitry-le-François à Épernay », qui s'étend sur plus de 13 000 hectares entre ceux deux villes. La ZNIEFF constitue une mosaïque de milieux naturels riches en faune et en flore : rivières, noues et bras morts, plans d'eau de gravières, ormaies-frênaies inondables, chênaies pédonculées-frênaies mésophiles, prairies inondables, friches humides, magnocariçaies, roselières, cultures et peupleraies.
La ZNIEFF de type I « rivière de la Marne et anse du Radouaye à Sarry », comprise dans la ZNIEFF de type II de la vallée de la Marne précitée, déborde par ailleurs légèrement sur le territoire de Sogny-aux-Moulins,.

## Urbanisme

### Typologie
Au 1er janvier 2024, Sogny-aux-Moulins est catégorisée commune rurale à habitat dispersé, selon la nouvelle grille communale de densité à sept niveaux définie par l'Insee en 2022.
Elle est située hors unité urbaine. Par ailleurs la commune fait partie de l'aire d'attraction de Châlons-en-Champagne, dont elle est une commune de la couronne,. Cette aire, qui regroupe 97 communes, est catégorisée dans les aires de 50 000 à moins de 200 000 habitants,.

### Occupation des sols
L'occupation des sols de la commune, telle qu'elle ressort de la base de données européenne d’occupation biophysique des sols Corine Land Cover (CLC), est marquée par l'importance des territoires agricoles (96,1 % en 2018), une proportion sensiblement équivalente à celle de 1990 (96,2 %). La répartition détaillée en 2018 est la suivante : 
terres arables (77,5 %), zones agricoles hétérogènes (18,7 %), eaux continentales (2,3 %), forêts (1,6 %). L'évolution de l’occupation des sols de la commune et de ses infrastructures peut être observée sur les différentes représentations cartographiques du territoire : la carte de Cassini (XVIIIe siècle), la carte d'état-major (1820-1866) et les cartes ou photos aériennes de l'IGN pour la période actuelle (1950 à aujourd'hui).

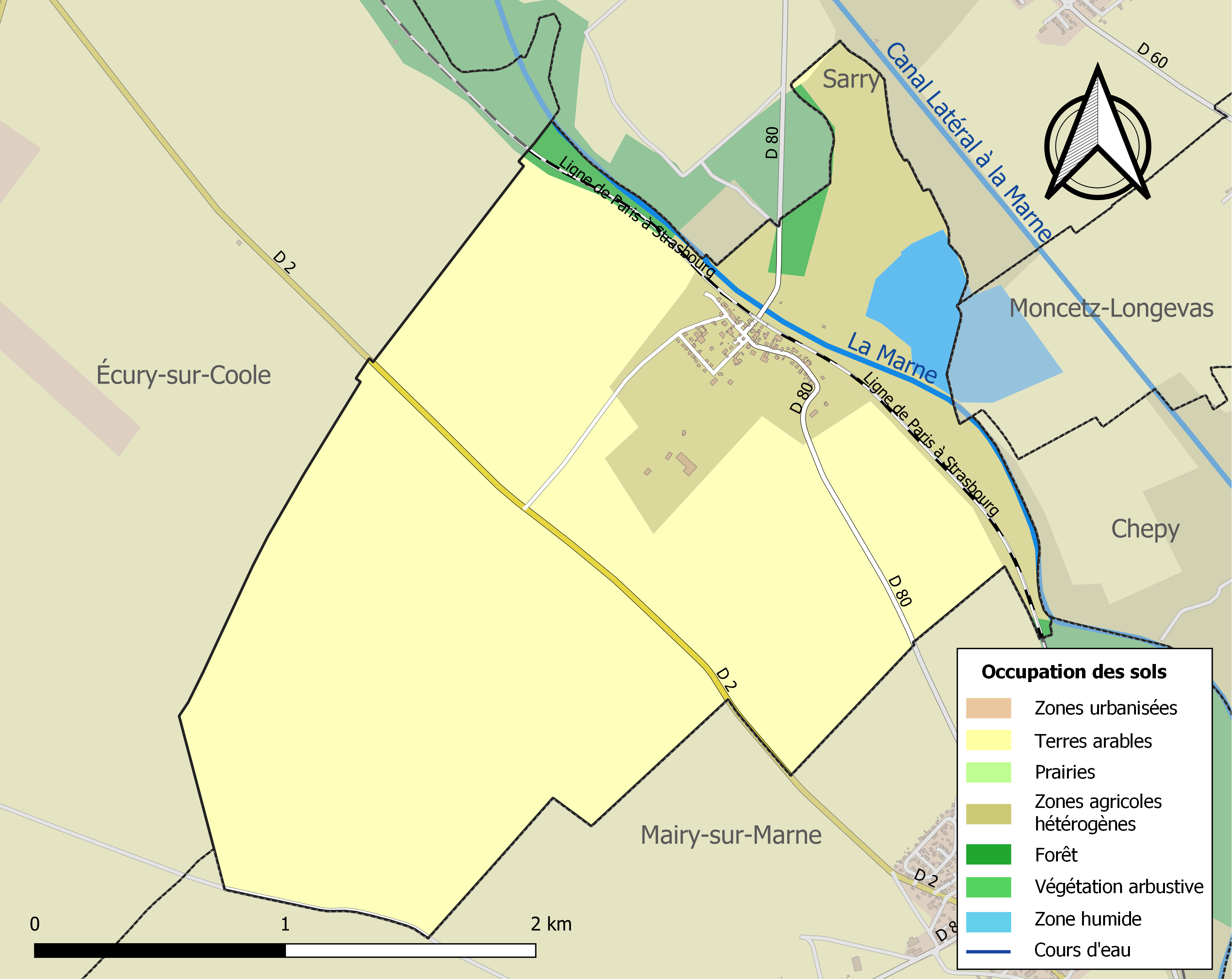
Carte des infrastructures et de l'occupation des sols de la commune en 2018 (CLC).

## Toponymie
Le nom de la localité est attesté sous les formes Soigni (1131) ; Sogniacum (1161) ; Sugniacum (1178) ; Sugni (vers 1240) ; Sungnis (1234-1243) ; Suignei (1263) ; Soingniacum (1256-1270) ; Soigneium (1284) ; Suigniacum (1289) ; Suigneyum juxta Maireyum (1308) ; Suigny de lez Bourse en Champagne (1321) ; Sougny (1383) ; Songny (1384) ; Songney (1445) ; Soingny-aux-Moulins (1462) ; Sougny près dudit Mairey (1464) ; Soygni (1469) ; Songneyum (1542) ; Songny-au-Moulinet (1633) ; Songny-aux-Molins (1637).

## Histoire
De nombreuses traces d'habitats ont été mises en évidence à Champs-Brulé, enclos protohistorique, Sur-les-Côtes, plus de quarante sépultures dont trois à char. Un cimetière d'animaux des Ier et IIe siècles, une nécropole aux Trous-de-Terre-Noire. Un cimetière avec une tombe à char à Sur-les-Buttes.

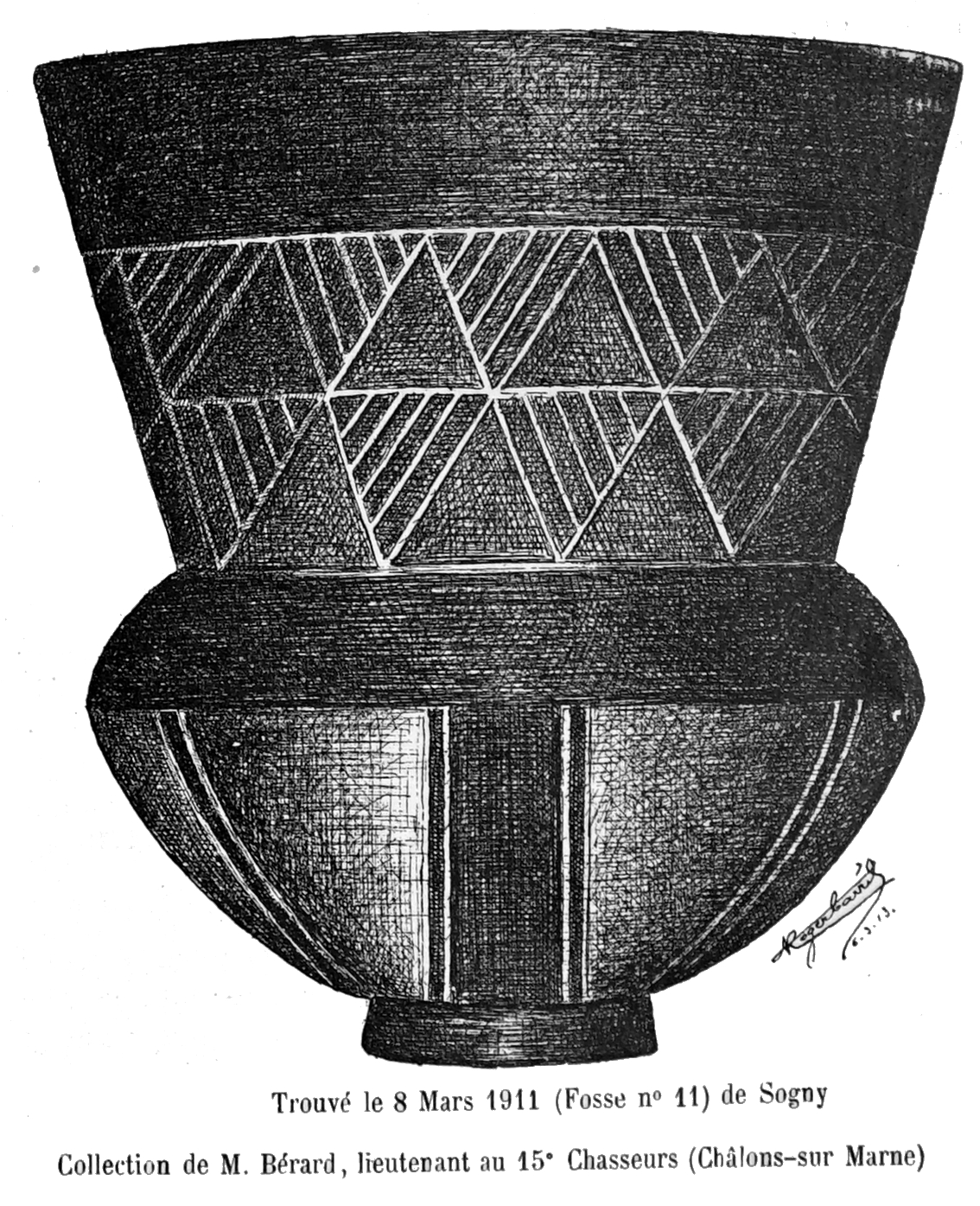
Vase,
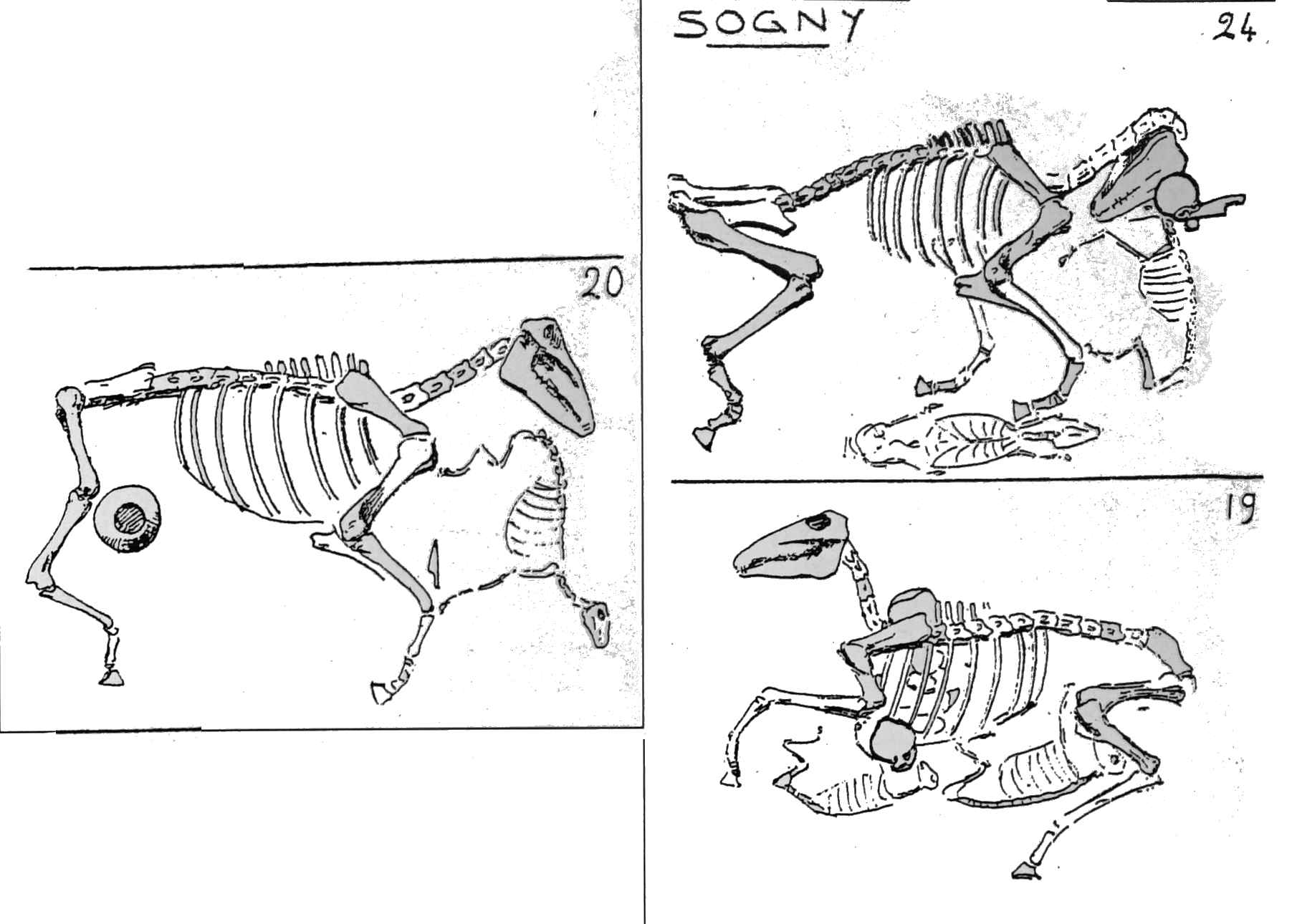
cimetière d'animaux,
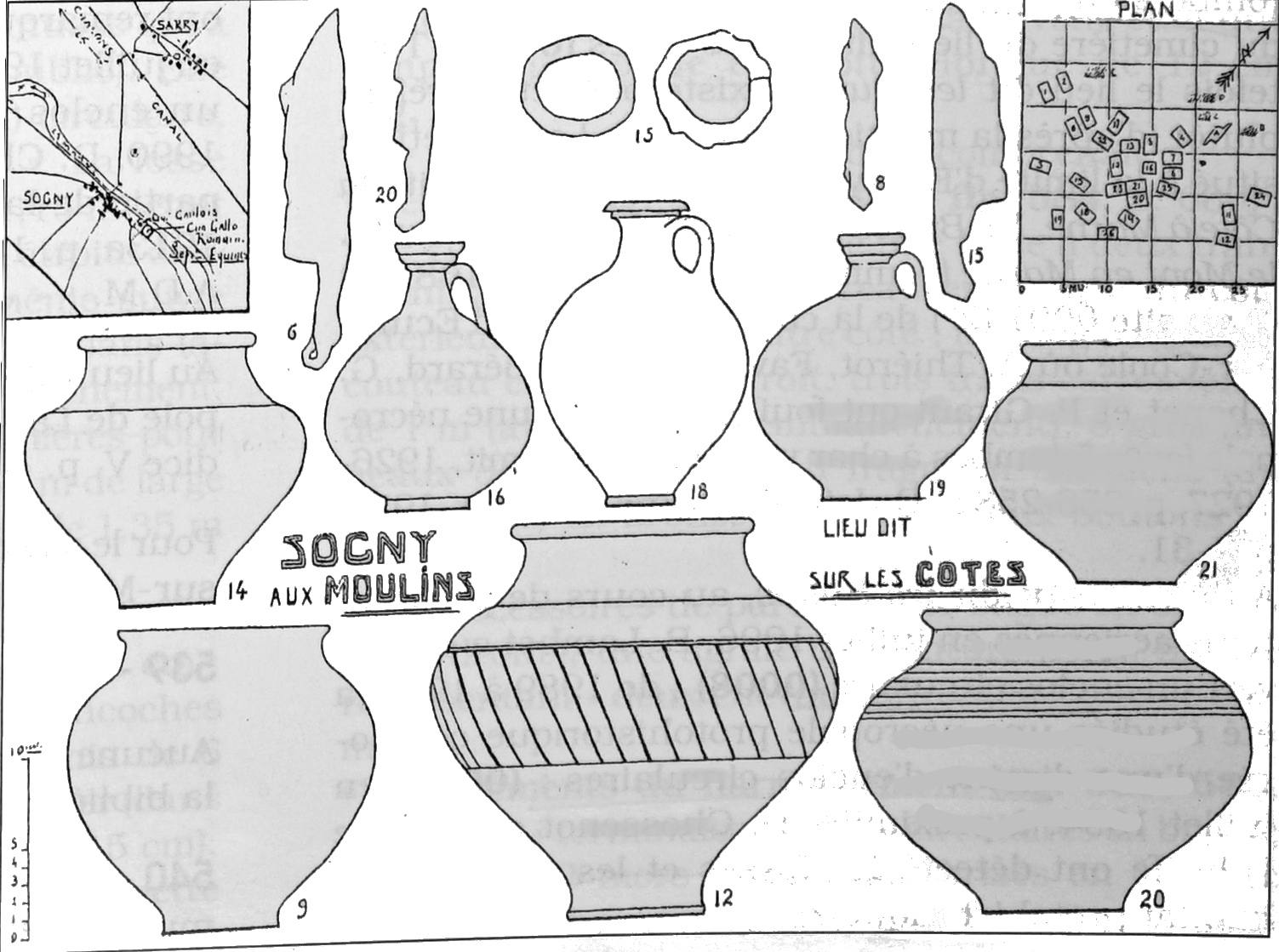
fouilles.

Se situant sur la voie romaine qui va de Chalons à Bar-sur-Aube.

## Politique et administration

### Intercommunalité
La commune, antérieurement membre de la communauté de communes de la Guenelle, est membre, depuis le 1er janvier 2014, de la communauté de communes de la Moivre à la Coole.
En effet, conformément au schéma départemental de coopération intercommunale de la Marne du 15 décembre 2011, cette communauté de communes de la Moivre à la Coole est issue de la fusion, au 1er janvier 2014, de la communauté de communes de la Vallée de la Coole, de  la communauté de communes de la Guenelle, de la communauté de communes du Mont de Noix et de la communauté de communes de la Vallée de la Craie.

### Liste des maires
| Période                                  | Période                      | Identité            | Étiquette | Qualité |
| ---------------------------------------- | ---------------------------- | ------------------- | --------- | ------- |
| Les données manquantes sont à compléter. |                              |                     |           |         |
| avant 1876                               | après 1877                   | Formé               |           |         |
| mars 2001                                | 2008                         | Claude Oury         |           |         |
| mars 2008                                | mars 2014                    | Bernard Estienne    |           |         |
| mars 2014                                | En cours (au 4 juillet 2014) | Jean-Jacques Pillet |           |         |

## Équipements et services publics

### Eau et déchets
L'approvisionnement en eau potable et l'assainissement des eaux usées sont des compétences de la communauté de communes de la Moivre à la Coole. La commune de Sogny-aux-Moulins est alimentée en eau potable par le captage du puits « La Côte des Prés » à Coupetz ; l'approvisionnement en eau potable est délégué à Veolia. L'assainissement y est non collectif.
Le service public des déchets est assuré par le Syndicat mixte du Sud-Est Marnais (SYMSEM), qui a mis en place une redevance incitative. La collecte des ordures ménagères résiduelles (en bacs noirs pucés ou en sacs rouges prépayés) et des emballages ménagers recyclables (en sacs jaunes) est réalisée en porte à porte. Le SYMSEM adhérant au syndicat de valorisation des ordures ménagères de la Marne (SYVALOM), ces déchets sont amenés en centre de transfert à Sainte-Menehould ou Vitry-en-Perthois, puis valorisés sur le site de La Veuve. La collecte du verre se fait en apport volontaire, avant transformation dans une usine de Reims. Pour les déchets volumineux ou dangereux, le SYMSEM met à disposition de ses habitants une plateforme de déchets verts et gravats, à Saint-Amand-sur-Fion, ainsi que 12 déchèteries, à Arrigny, Courtisols, Givry-en-Argonne, Mairy-sur-Marne, Pargny-sur-Saulx, Pogny, Sainte-Menehould, Thiéblemont-Farémont, Valmy, Vanault-les-Dames, Villers-en-Argonne et Ville-sur-Tourbe.

### Enseignement
Sogny-aux-Moulins fait partie de l'académie de Reims.
La commune dépend de l'école maternelle de Vitry-la-Ville, installée rue de la Libération et accueillant 35 élèves (chiffres 2024-2025), et de l'école élémentaire de Mairy-sur-Marne, installée rue du Moutier et accueillant 88 élèves (chiffres 2024-2025)
Les enfants de Sogny-aux-Moulins sont ensuite rattachés au collège Nicolas Appert et au lycée Jean Talon, tous les deux situés à Châlons-en-Champagne.

### Postes et télécommunications
Une boîte aux lettres de La Poste se trouve sur le territoire de la commune, rue de la Mairie. Le bureau de poste le plus proche est situé à Mairy-sur-Marne, à environ 2 km de Sogny-aux-Moulins.

### Justice, sécurité et secours
Du point de vue judiciaire, Sogny-aux-Moulins relève du conseil de prud'hommes, du tribunal de commerce, du tribunal judiciaire, du tribunal paritaire des baux ruraux et du tribunal pour enfants de Châlons-en-Champagne, dans le ressort de la cour d'appel de Reims. Pour le contentieux administratif, la commune dépend du tribunal administratif de Châlons-en-Champagne et de la cour administrative d'appel de Nancy.
Sogny-aux-Moulins est située en secteur Gendarmerie nationale et dépend de la brigade de Vitry-la-Ville.
En matière d'incendie et de secours, la commune dépend du Service départemental d'incendie et de secours (SDIS) de la Marne.

## Démographie
L'évolution du nombre d'habitants est connue à travers les recensements de la population effectués dans la commune depuis 1793. Pour les communes de moins de 10 000 habitants, une enquête de recensement portant sur toute la population est réalisée tous les cinq ans, les populations de référence des années intermédiaires étant quant à elles estimées par interpolation ou extrapolation. Pour la commune, le premier recensement exhaustif entrant dans le cadre du nouveau dispositif a été réalisé en 2007.

En 2022, la commune comptait 110 habitants, en évolution de −3,51 % par rapport à 2016 (Marne : −1,19 %, France hors Mayotte : +2,11 %).
| 1793 | 1800 | 1806 | 1821 | 1831 | 1836 | 1841 | 1846 | 1851 |
| ---- | ---- | ---- | ---- | ---- | ---- | ---- | ---- | ---- |
| 105  | 102  | 107  | 110  | 101  | 110  | 105  | 112  | 114  |

| 1856 | 1861 | 1866 | 1872 | 1876 | 1881 | 1886 | 1891 | 1896 |
| ---- | ---- | ---- | ---- | ---- | ---- | ---- | ---- | ---- |
| 122  | 119  | 115  | 93   | 97   | 100  | 96   | 111  | 94   |

| 1901 | 1906 | 1911 | 1921 | 1926 | 1931 | 1936 | 1946 | 1954 |
| ---- | ---- | ---- | ---- | ---- | ---- | ---- | ---- | ---- |
| 101  | 106  | 105  | 82   | 102  | 108  | 103  | 109  | 111  |

| 1962 | 1968 | 1975 | 1982 | 1990 | 1999 | 2006 | 2007 | 2012 |
| ---- | ---- | ---- | ---- | ---- | ---- | ---- | ---- | ---- |
| 142  | 108  | 84   | 111  | 128  | 119  | 117  | 117  | 120  |

| 2017 | 2022 | - | - | - | - | - | - | - |
| ---- | ---- | - | - | - | - | - | - | - |
| 111  | 110  | - | - | - | - | - | - | - |

## Culture locale et patrimoine

### Lieux et monuments
- Église Saint-Pierre du XIIe siècle, voûte en cul-de-four au chevet, tour à côté de l'abside.

### Héraldique
| Blason de Sogny-aux-Moulins | Blason  | De sinople à une gerbe de blé d'or au premier quartier et à un moulin à vent du même au deuxième quartier, le tout accompagné d'une rivière ondée d'argent mouvant de la pointe et brochant sur une roue de moulin du même. |
| Blason de Sogny-aux-Moulins | Détails | Le statut officiel du blason reste à déterminer. |